# Tubulinea
Tubulinea је класа амебоидних протиста (царство Amoebozoa), која обухвата неке од најпознатијих родова амеба (нпр. Amoeba, Arcella и Difflugia). Током кретања, већина амеба из ове групе има издужени ваљкасти облик, или формира бројне ваљкасте псеудоподије. Свака од ових ваљкастих творевина напредује покретима једног, централног тока цитоплазме, која има грануларан изглед, а не постоје субпсеудоподије.
Класа Tubulinea обухвата три дефинисана монофилетска реда (Tubulinida, Leptomyxida и Arcellinida), као и неколико група непознатог статуса.